# Turó d'en Peixau
El turó d'en Peixau o puig Melitó, és una petita muntanya del terme municipal de Badalona, actualment totalment urbanitzada, on es troba el barri de Sant Crist de Can Cabanyes.
El nom del turó apareix al plànol de Badalona de 1878 de mossèn Jaume Solà i Seriol. L'origen del nom procedeix d'un antic casal avui enderrocat, la torre de Can Peixau, antigament propietat dels barons de Maldà, també amos de bona part de les terres del turó. També és habitual trobar el nom de puig Melitó, un nom de persona que podria fer referència a algun antic propietari. Més rarament també està documentada la forma turó d'en Cabanyes.
Forma part de la carena de turons de la serra d'en Mena o de Sistrells, antic veïnat al qual pertanyia el turó. Actualment es troba totalment urbanitzat, sent el barri de Sant Crist de Can Cabanyes el que abasta tota la seva superfície. El turó es formà de l'erosió de la terra provocada per la riera de Sant Joan, al vessant sud, i el torrent de la Batllòria, afluent de la mateix, al vessant nord. Té una alçada d'uns 60,7 m, situant-se el seu cim actualment aproximadament a la confluència dels carrers de Felip II i de Chopin, si bé antigament havia tingut dos cims diferents. Pel que fa als pendents, són més suaus a la banda de la Batllòria, i més pronunciats a la banda de la riera. Segons Josep M. Cuyàs, la formació geològica data del miocè continental, i està compost de pissarra, granit i quars, tot i que les rierades van fer que, de vegades, s'hi acumulés la sedimentació de serres veïnes, provocant la presència d'elements paleozoics, fruit del drenatge del sòcol granític, visible a les zones de l'antiga Bòbila d'en Duran —avui al carrer de la Batllòria— i del carrer de Montserrat. No hi ha dades sobre la seva antiga vegetació, en tot cas l'aprofitament de terres de les masies dels voltants, Can Cabanyes, Can Lloreda i Can Bofí Vell, amb àmplies zones de conreu, van modificar el paisatge envers l'agricultura fins a inicis de segle XX; eren especialment abundants els conreus de vinya, però també hi havia garrofers, oliveres i arbres fruiters.
La urbanització del turó s'inicià a la banda sud vers 1915, amb la construcció de les primeres cases, si bé en aquest sector la urbanització va ser més potent a partir dels anys vint. La part més tardana on s'hi edificà fou la nord, al vessant de la Batllòria, que va ser als anys seixanta i setanta.